# Estación Enrique Meiggs
Enrique Meiggs (conocida hasta 1963 como estación Las Chilcas) es una estación ferroviaria que formó parte de la línea Santiago-Valparaíso de la Empresa de los Ferrocarriles del Estado. Actualmente los servicios de pasajeros ya no operan.
Durante 1916, la estación contaba con un ramal que se adentraba por una de las laderas del cerro Las Chilcas.
El 14 de septiembre de 1963, como parte de las celebraciones por el centenario del Ferrocarril de Valparaíso a Santiago, la estación Las Chilcas fue rebautizada en honor del ingeniero Enrique Meiggs.